# Trachyopella folkei
Trachyopella folkei är en tvåvingeart som beskrevs av Rohacek 1990. Trachyopella folkei ingår i släktet Trachyopella och familjen hoppflugor.
Artens utbredningsområde är Sverige. Arten är reproducerande i Sverige. Inga underarter finns listade i Catalogue of Life.